# 克里普尔溪 (科罗拉多州)
克里普尔溪（英語：Cripple Creek），是美国科罗拉多州特勒县下属的一座城市。建市于1892年6月9日，面积大约为1.554平方英里（4.024平方公里）。根据2010年美国人口普查，该市有人口1,189人。2011年估计该市有人口1,190人，相比2010年人口增长率为0.08%。同时，论人口该市是科罗拉多州第135大城市。